# The Game Awards 2019
The Game Awards 2019 fue una entrega de premios que galardonó a los mejores videojuegos de 2019. El evento fue producido y presentado por Geoff Keighley, creador y productor de The Game Awards, y se celebró ante un público invitado en el Microsoft Theater de Los Ángeles el 12 de diciembre de 2019. La ceremonia previa al espectáculo fue presentada por Sydnee Goodman. El evento se retransmitió en directo a través de más de 50 plataformas digitales; fue el primero en retransmitirse en directo en la India y se emitió de forma simultánea en 53 salas de cine de Estados Unidos. El espectáculo contó con actuaciones musicales de Chvrches, Grimes y Green Day, y presentaciones de invitados famosos como Stephen Curry, Vin Diesel, Norman Reedus y Michelle Rodriguez. En asociación con el evento, se celebró un festival de juegos virtuales en línea, que permitió jugar a demos gratuitas a través de Steam durante un periodo de 48 horas.
Death Stranding recibió diez nominaciones, la mayor cantidad de todos los Game Awards hasta la fecha, mientras que Disco Elysium empató como el juego más premiado de la historia del programa con cuatro victorias. Sekiro: Shadows Die Twice fue galardonado como Juego del año. Durante la feria se desvelaron varios juegos nuevos, como Bravely Default II, Godfall y Senua's Saga: Hellblade II, y Microsoft presentó la Xbox Series X como sucesora de la Xbox One. Las nominaciones de Death Stranding suscitaron acusaciones de incorrección debido a la amistad de Keighley con el director del juego, Hideo Kojima; Keighley aclaró que no participa en las votaciones. Las críticas a la ceremonia fueron variadas, con elogios para los anuncios pero críticas dirigidas a la disminución de la atención prestada a los premios. El espectáculo fue visto por más de 45 millones de streams, la mayor cifra de su historia hasta la fecha, con 7,5 millones de espectadores simultáneos en su momento álgido.

## Antecedentes
Como en anteriores ediciones de The Game Awards, el presentador y productor fue el periodista canadiense Geoff Keighley. Volvió como productor ejecutivo junto a Kimmie H. Kim, y Richard Preuss y LeRoy Bennett regresaron como director y director creativo, respectivamente. El preshow fue presentado por Sydnee Goodman. La presentación se celebró en el Microsoft Theater de Los Ángeles el 12 de diciembre de 2019 y se retransmitió en directo a través de más de 50 plataformas digitales, como Facebook, Twitch, Twitter y YouTube. Al asociarse con Nodwin Gaming, la presentación de 2019 fue la primera en transmitirse en vivo en la India, en televisión a través de MTV y en línea a través de servicios como JioTV, MX Player y Voot. El programa se emitió simultáneamente en 53 cines Cinemark de Estados Unidos, junto con el estreno de Jumanji: The Next Level, en colaboración con Sony Pictures. Keighley ya había querido emitir en cines y pensó que el estreno de Jumanji —que se centra en gran medida en un videojuego— encajaba a la perfección.
Keighley pasó la mayor parte del año preparando el espectáculo, así como unos ocho miembros del personal a tiempo completo de la producción; cientos de colaboradores trabajaron en el espectáculo final. En noviembre, Kim trabajó 11 horas diarias para coordinar el espectáculo con los contratistas y descifrar su ritmo. Durante la ceremonia, Keighley habló con el personaje animado Mirage de Apex Legends para el anuncio del evento navideño del juego. La interacción tuvo lugar en tiempo real, con el actor Roger Craig Smith realizando los movimientos mediante captura de movimiento en un estudio junto al Microsoft Theater. El director creativo del juego, Drew Stauffer, se acercó al estudio de producción creativa The Mill en octubre de 2018 con la idea. The Mill se asoció con Cubic Motion para desarrollar la tecnología, y con Animatrik para el movimiento de captura de movimiento. Los equipos de producción se plantearon revelar la tecnología durante el espectáculo, pero optaron por mantener la ilusión hasta después.
El espectáculo contó con presentadores como Stephen Curry, Vin Diesel y Norman Reedus, y con las actuaciones de Chvrches, Green Day y Grimes. Keighley se aseguró de que los presentadores y artistas fueran relevantes para la industria de los videojuegos, ya que quería evitar que hubiera «famosos en el programa por el mero hecho de ser famosos». La presentación de premios de Reggie Fils-Aimé fue su quinta para el espectáculo, y la primera desde que se retiró como presidente de Nintendo of America. La presentación de Bunsen Honeydew y Beaker supuso la segunda aparición de los Muppets, tras la de Pepe el Rey Langostino en The Game Awards 2018. En asociación con el evento, se celebró un festival de juegos virtuales en línea del 12 al 14 de diciembre de 2019. Varios juegos de próxima aparición lanzaron demos gratuitas a través de Steam, como Carrion, Spiritfarer y Skatebird, disponibles durante 48 horas.

### Anuncios
Valve anunció que presentaría Half-Life: Alyx en la ceremonia, pero se retiró varias horas antes del evento. Se anunciaron juegos recientes y futuros de Apex Legends, Beat Saber, Black Desert Online, Control, Cyberpunk 2077, Gears Tactics, Ghost of Tsushima, Humankind, Magic: The Gathering Arena, New World, No More Heroes III y Ori and the Will of the Wisps. Entre los nuevos juegos anunciados durante la ceremonia figuran:
- Bravely Default II
- Convergence: A League of Legends Story
- Dungeons & Dragons: Dark Alliance
- Fast & Furious Crossroads
- Godfall
- Magic: Legends
- Naraka: Bladepoint
- Nine to Five
- Path of the Warrior
- Prologue
- Ruined King: A League of Legends Story
- Senua's Saga: Hellblade II
- Sons of the Forest
- Surgeon Simulator 2
- Ultimate Rivals: The Rink
- Weird West
- The Wolf Among Us 2

Además, Microsoft reveló la Xbox Series X como sucesora de la Xbox One. El anuncio fue tan secreto que Phil Spencer leyó un guion falso sobre Xbox Game Pass durante los ensayos. Godfall fue el primer juego de PlayStation 5 anunciado.

## Ganadores y nominados
Los nominados a The Game Awards 2019 se anunciaron el 19 de noviembre de 2019. Cualquier juego lanzado en o antes del 15 de noviembre de 2019 era elegible para consideración. Los nominados fueron seleccionados por un jurado compuesto por miembros de 80 medios de comunicación de todo el mundo. Los ganadores se determinaron entre el jurado (90 %) y los votos del público (10 %); a través de la página web oficial. La excepción fue el premio a la Voz del Jugador, totalmente nominado y votado por el público tras tres votaciones de 24 horas que empezaron con 24 partidos y terminaron con cuatro. Los votos del público ascendieron a 15,5 millones, un 50% más que en la edición anterior. El espectáculo incluyó nuevos galardonados del premio Global Gaming Citizens, en colaboración con Facebook Gaming; dos ganadores se anunciaron en el E3 2019, y los tres finalistas durante la entrega de premios junto a vídeos de Indie Game: The Movie de los directores Lisanne Pajot y James Swirsky.

### Premios

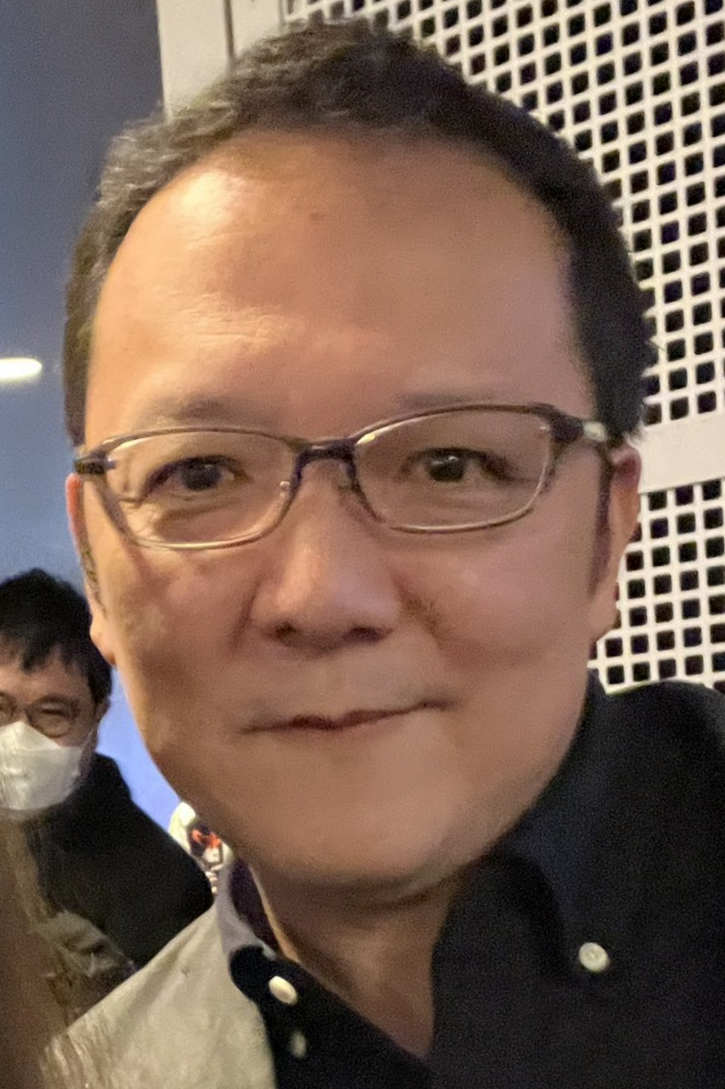
Hidetaka Miyazaki aceptó el premio al Juego del año por Sekiro: Shadows Die Twice.

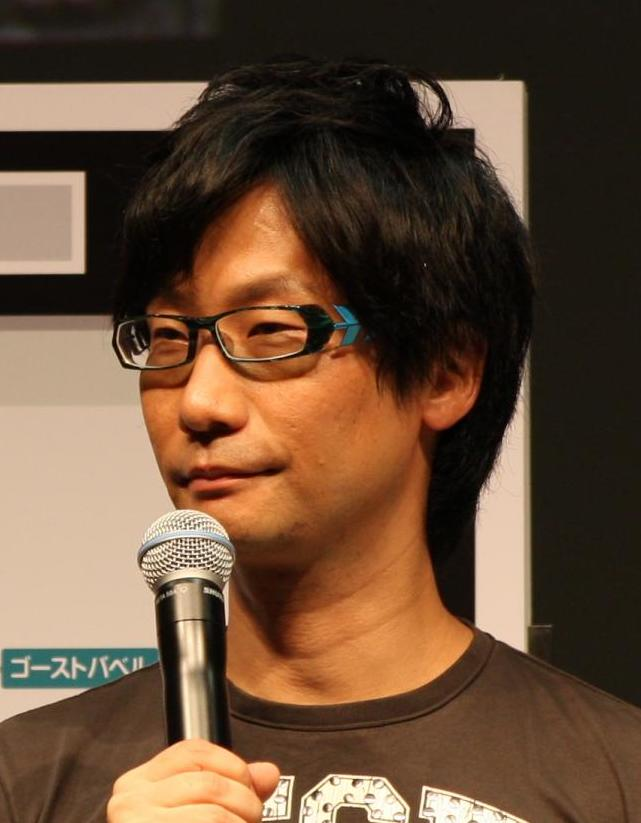
Hideo Kojima ganó el premio a la mejor dirección de juego por Death Stranding.

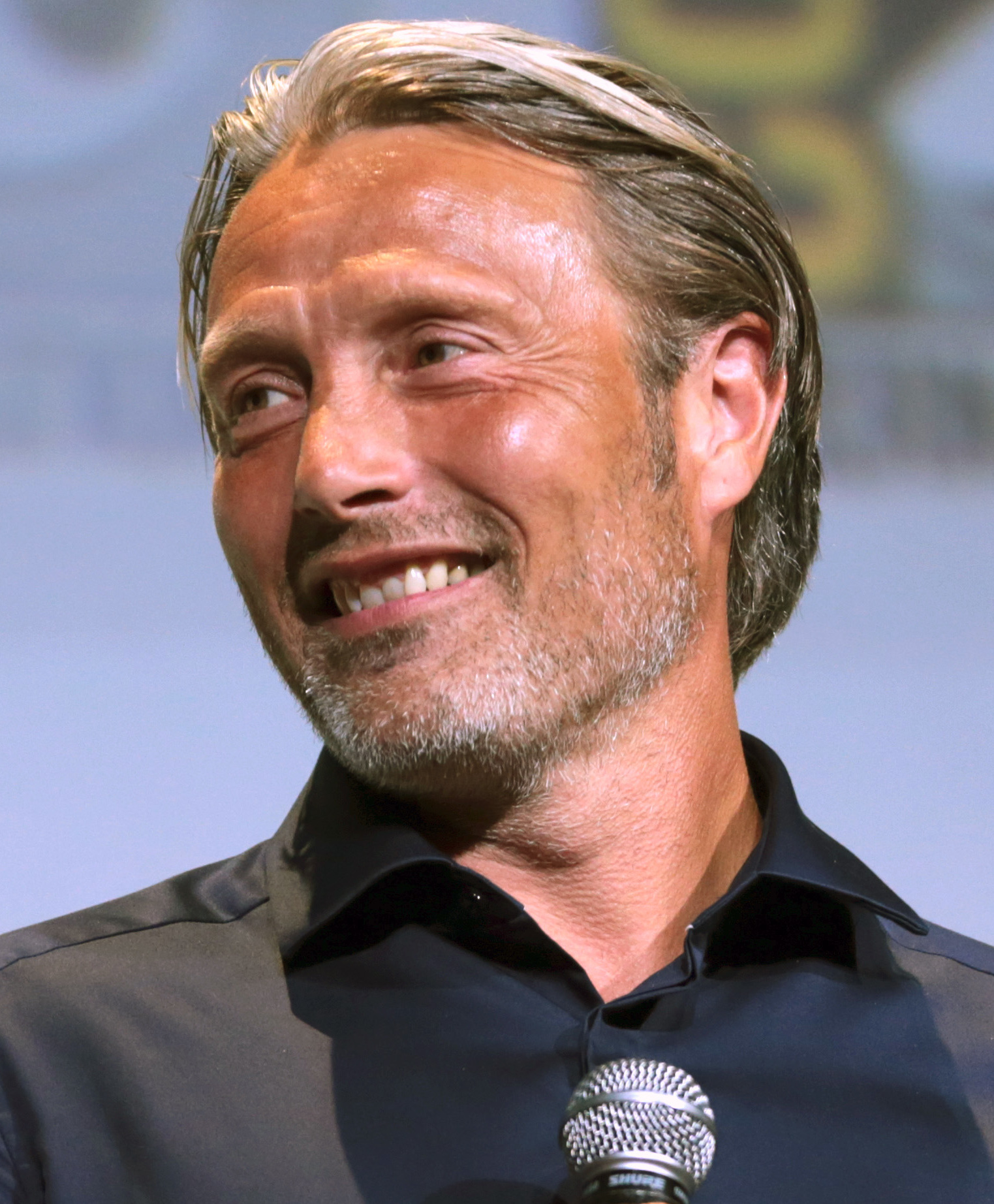
Mads Mikkelsen ganó el premio a la mejor interpretación por su papel de Cliff en Death Stranding.

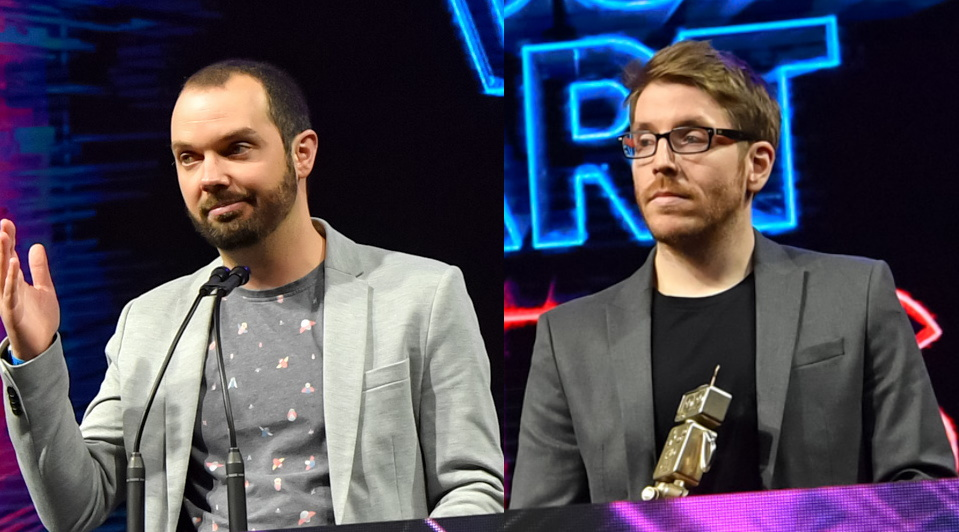
Adrián Cuevas (izquierda) y Roger Mendoza (derecha) aceptaron Juegos de Impacto para Gris.

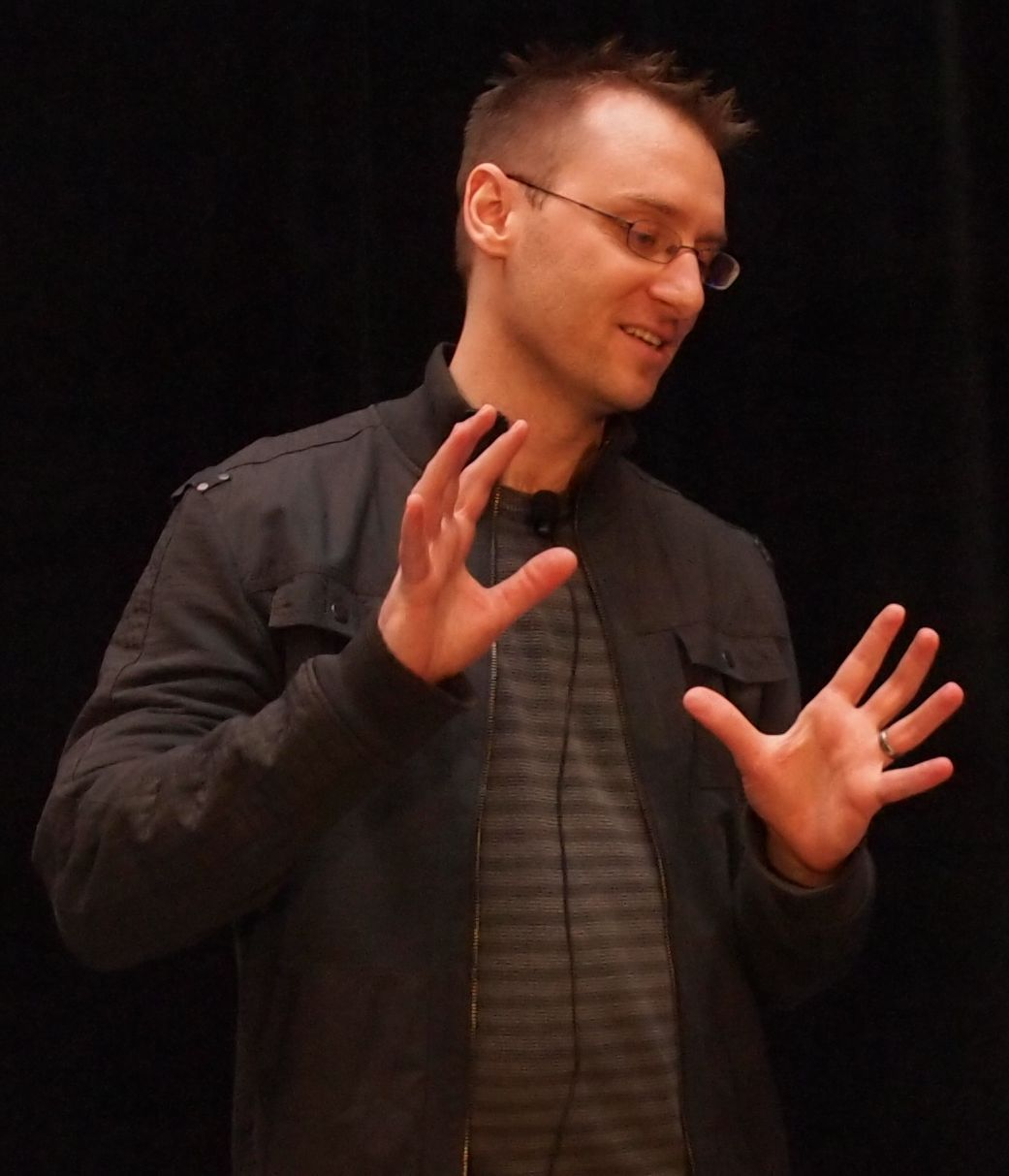
Donald Mostaza aceptó Mejor juego en curso para Fortnite.

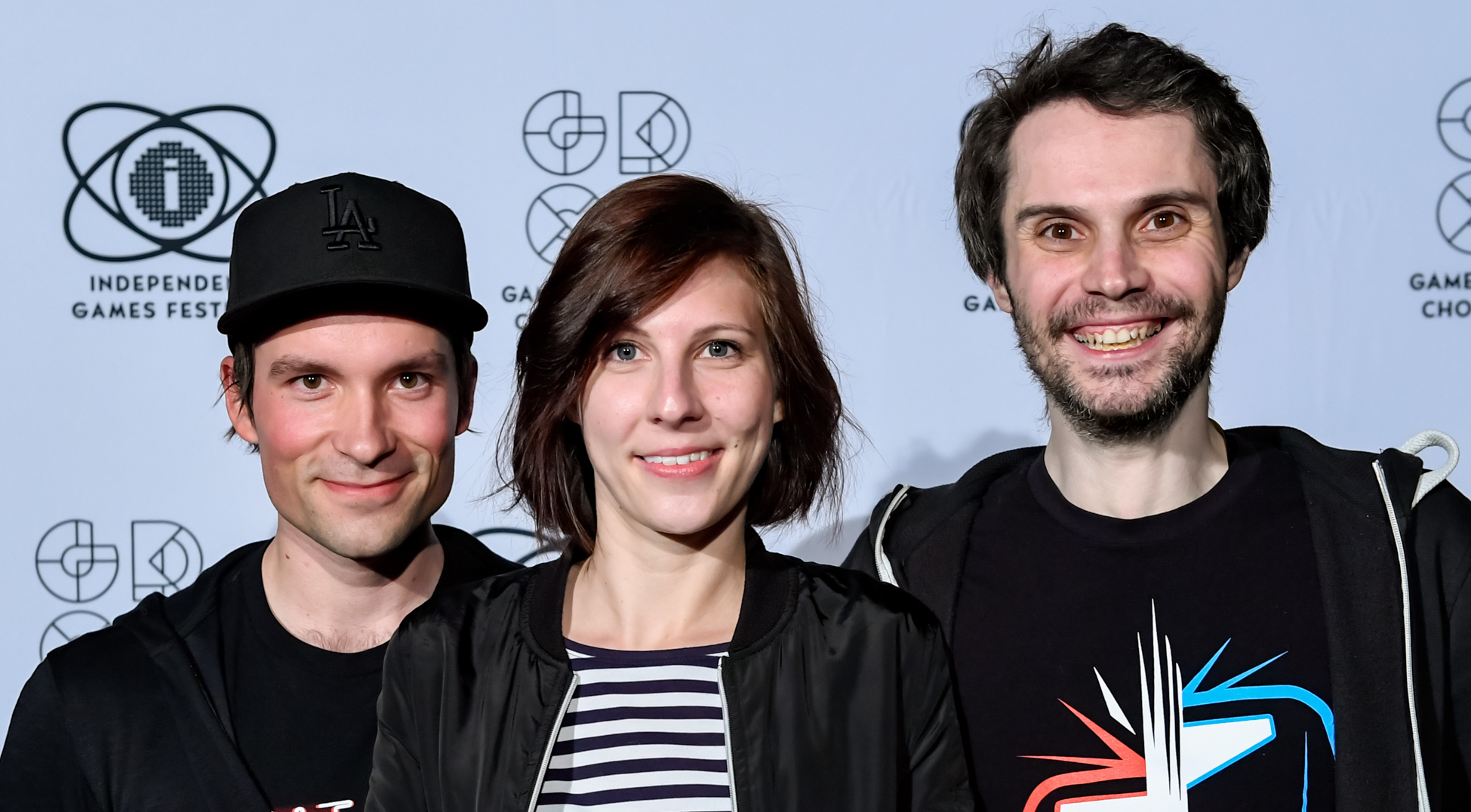
Beat Games recibió el premio al mejor juego VR/AR por Beat Saber.

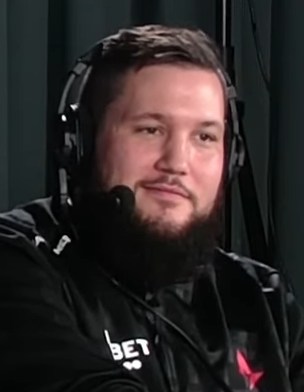
Danny «Zonic» Sørensen, de Astralis, ganó el premio al Mejor Entrenador de Esports.

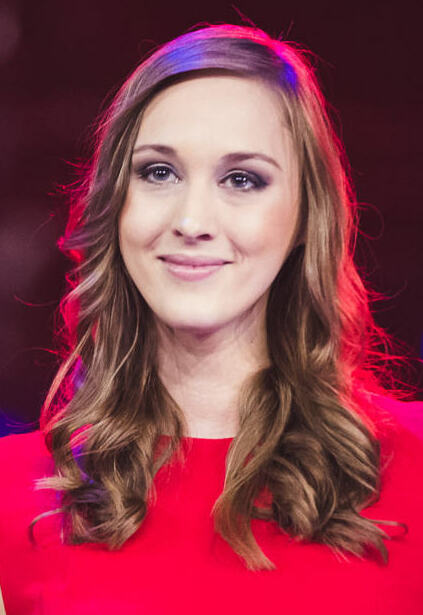
Sjokz ganó el premio al Mejor Anfitrión de Esports por segundo año consecutivo.

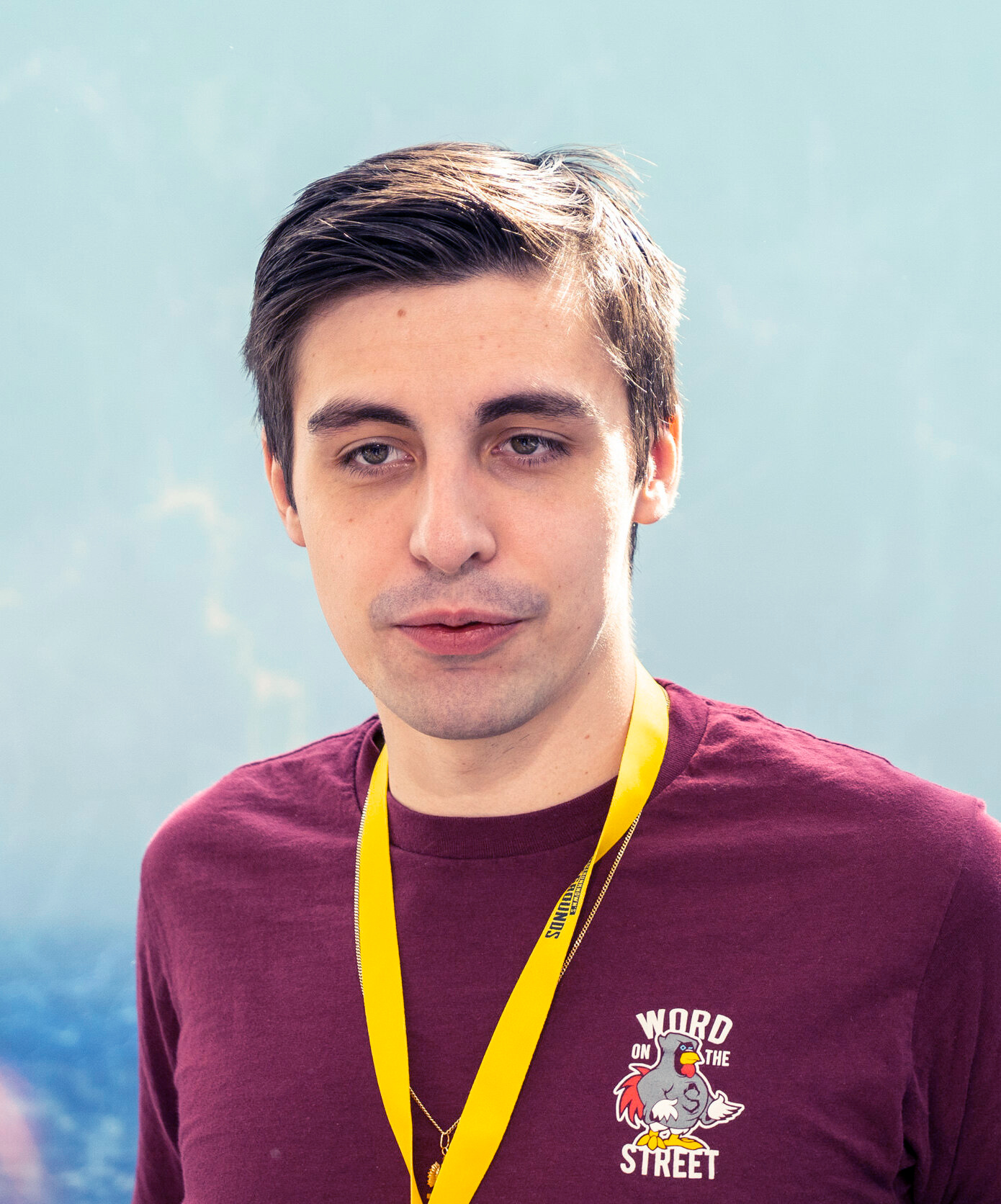
Shroud ganó el premio al Creador de Contenidos del Año.

Los ganadores aparecen en primer lugar, resaltados en negrita e indicados con una doble daga (‡).

#### Videojuegos
| Juego del año | Mejor dirección de juego |
| --- | --- |
| - Sekiro: Shadows Die Twice – FromSoftware / Activision ‡ - Control – Remedy Entertainment / 505 Games - Death Stranding – Kojima Productions / Sony Interactive Entertainment - The Outer Worlds – Obsidian Entertainment / Private Division - Resident Evil 2 – Capcom - Super Smash Bros. Ultimate – Bandai Namco Studios, Sora Ltd. / Nintendo | - Death Stranding – Kojima Productions / Sony Interactive Entertainment ‡ - Control – Remedy Entertainment / 505 Games - Outer Wilds – Mobius Digital / Annapurna Interactive - Resident Evil 2 – Capcom - Sekiro: Shadows Die Twice – FromSoftware / Activision                                                                             |
| Mejor narrativa | Mejor dirección artística |
| - Disco Elysium – ZA/UM ‡ - A Plague Tale: Innocence – Asobo Studio / Focus Home Interactive - Control – Remedy Entertainment / 505 Games - Death Stranding – Kojima Productions/ Sony Interactive Entertainment - The Outer Worlds – Obsidian Entertainment / Private Division                                                                    | - Control – Remedy Entertainment / 505 Games ‡ - Death Stranding – Kojima Productions / Sony Interactive Entertainment - Gris – Nomada Studio / Devolver Digital - The Legend of Zelda: Link's Awakening – Grezzo / Nintendo - Sayonara Wild Hearts – Simogo / Annapurna Interactive - Sekiro: Shadows Die Twice – FromSoftware / Activision |
| Mejor banda sonora/música | Mejor diseño de audio |
| - Death Stranding – Kojima Productions / Sony Interactive Entertainment ‡ - Cadence of Hyrule – Brace Yourself Games / Nintendo - Devil May Cry 5 – Capcom - Kingdom Hearts III – Square Enix Business Division 3 / Square Enix - Sayonara Wild Hearts – Simogo / Annapurna Interactive                                                            | - Call of Duty: Modern Warfare – Infinity Ward / Activision ‡ - Control – Remedy Entertainment / 505 Games - Death Stranding – Kojima Productions / Sony Interactive Entertainment - Gears 5 – The Coalition / Xbox Game Studios - Resident Evil 2 – Capcom - Sekiro: Shadows Die Twice – FromSoftware / Activision                          |
| Mejor rendimiento | Juegos de impacto |
| - Mads Mikkelsen como Cliff – Death Stranding ‡ - Laura Bailey como Kait Diaz – Gears 5 - Ashly Burch como Parvati Holcomb – The Outer Worlds - Courtney Hope como Jesse Faden – Control - Matthew Porretta como Dr. Casper Darling – Control - Norman Reedus como Sam Porter Bridges – Death Stranding                                            | - Gris – Nomada Studio / Devolver Digital ‡ - Concrete Genie – Pixelopus / Sony Interactive Entertainment - Kind Words – Popcannibal - Life Is Strange 2 – Dontnod / Square Enix - Sea of Solitude – Jo-Mei Games / Electronic Arts |
| Mejor juego en curso | Mejor juego independiente |
| - Fortnite – Epic Games ‡ - Apex Legends – Respawn Entertainment / Electronic Arts - Destiny 2 – Bungie - Final Fantasy XIV – Square Enix - Tom Clancy's Rainbow Six: Siege – Ubisoft | - Disco Elysium – ZA/UM ‡ - Baba Is You – Hempuli - Katana Zero – Askiisoft / Devolver Digital - Outer Wilds – Mobius Digital / Annapurna Interactive - Untitled Goose Game – House House / Panic |
| Mejor juego para móvil | Mejor juego VR/AR |
| - Call of Duty: Mobile – TiMi Studios / Activision ‡ - Grindstone – Capybara Games - Sayonara Wild Hearts – Simogo / Annapurna Interactive - Sky: Children of the Light – Thatgamecompany - What the Golf? – Triband | - Beat Saber – Beat Games ‡ - Asgard's Wrath – Sanzaru Games / Oculus Studios - Blood & Truth – London Studio / Sony Interactive Entertainment - No Man's Sky – Hello Games - Trover Saves the Universe – Squanch Games / Gearbox Publishing                                                                                                 |
| Mejor juego de acción | Mejor juego de acción y aventura |
| - Devil May Cry 5 – Capcom ‡ - Apex Legends – Respawn Entertainment / Electronic Arts - Astral Chain – PlatinumGames / Nintendo - Call of Duty: Modern Warfare – Infinity Ward / Activision - Gears 5 – The Coalition / Xbox Game Studios - Metro Exodus – 4A Games / Deep Silver                                                                  | - Sekiro: Shadows Die Twice – FromSoftware / Activision ‡ - Borderlands 3 – Gearbox Software / 2K Games - Control – Remedy Entertainment / 505 Games - Death Stranding – Kojima Productions / Sony Interactive Entertainment - The Legend of Zelda: Link's Awakening – Grezzo / Nintendo - Resident Evil 2 – Capcom                          |
| Mejor juego de rol | Mejor juego de lucha |
| - Disco Elysium – ZA/UM ‡ - Final Fantasy XIV – Square Enix - Kingdom Hearts III – Square Enix Business Division 3 / Square Enix - Monster Hunter World: Iceborne – Capcom - The Outer Worlds – Obsidian Entertainment / Private Division | - Super Smash Bros. Ultimate – Bandai Namco Studios, Sora Ltd. / Nintendo ‡ - Dead or Alive 6 – Team Ninja / Koei Tecmo - Jump Force – Spike Chunsoft / Bandai Namco - Mortal Kombat 11 – NetherRealm / Warner Bros. Interactive Entertainment - Samurai Shodown – SNK Corporation / Athlon Games                                            |
| Mejor juego familiar | Mejor juego de estrategia |
| - Luigi's Mansion 3 – Next Level Games / Nintendo ‡ - Ring Fit Adventure – Nintendo - Super Mario Maker 2 – Nintendo - Super Smash Bros. Ultimate – Bandai Namco Studios, Sora Ltd. / Nintendo - Yoshi's Crafted World – Good-Feel / Nintendo | - Fire Emblem: Three Houses – Intelligent Systems, Koei Tecmo / Nintendo ‡ - Age of Wonders: Planetfall – Triumph Studios / Paradox Interactive - Anno 1800 – Blue Byte / Ubisoft - Total War: Three Kingdoms – Creative Assembly / Sega - Tropico 6 – Limbic Entertainment / Kalypso Media - Wargroove – Chucklefish                        |
| Mejor juego deportivo/de carreras | Mejor juego multijugador |
| - Crash Team Racing Nitro-Fueled – Beenox / Activision ‡ - Dirt Rally 2.0 – Codemasters - eFootball Pro Evolution Soccer 2020 – PES Productions / Konami - F1 2019 – Codemasters - FIFA 20 – EA Vancouver, EA Romania / EA Sports | - Apex Legends – Respawn Entertainment / Electronic Arts ‡ - Borderlands 3 – Gearbox Software / 2K Games - Call of Duty: Modern Warfare – Infinity Ward / Activision - Tetris 99 – Arika / Nintendo - Tom Clancy's The Division 2 – Massive Entertainment / Ubisoft                                                                          |
| Nuevo juego indie | Mejor apoyo comunitario |
| - Disco Elysium – ZA/UM ‡ - Gris – Nomada Studio - My Friend Pedro – DeadToast Entertainment - Outer Wilds – Mobius Digital - Slay the Spire – MegaCrit - Untitled Goose Game – House House | - Destiny 2 – Bungie ‡ - Apex Legends – Respawn Entertainment / Electronic Arts - Final Fantasy XIV – Square Enix - Fortnite – Epic Games - Tom Clancy's Rainbow Six: Siege – Ubisoft |
| Player's Voice | |
| 1. Fire Emblem: Three Houses – Intelligent Systems, Koei Tecmo / Nintendo ‡ 2. Super Smash Bros. Ultimate – Bandai Namco Studios, Sora Ltd. / Nintendo 3. Star Wars Jedi: Fallen Order – Respawn Entertainment / Electronic Arts 4. Death Stranding – Kojima Productions / Sony Interactive Entertainment                                          | |

#### Deportes electrónicos y creadores
| Mejor juego de deportes electrónicos | Mejor jugador de deportes electrónicos |
| --- | --- |
| - League of Legends – Riot Games ‡ - Counter-Strike: Global Offensive – Valve - Dota 2 – Valve - Fortnite – Epic Games - Overwatch – Blizzard Entertainment                             | - Kyle «Bugha» Giersdorf (Sentinels, Fortnite) ‡ - Oleksandr «S1mple» Kostyliev (Natus Vincere, Counter-Strike: Global Offensive) - Luka «Perkz» Perkovic (G2 Esports, League of Legends) - Lee «Faker» Sang-hyeok (SK Telecom T1, League of Legends) - Jay «Sinatraa» Won (San Francisco Shock, Overwatch League)                                              |
| Mejor equipo de deportes electrónicos | Mejor entrenador de deportes electrónicos |
| - G2 Esports (League of Legends) ‡ - Astralis (Counter-Strike: Global Offensive) - OG (Dota 2) - San Francisco Shock (Overwatch League) - Team Liquid (Counter-Strike: Global Offensive | - Danny «Zonic» Sørensen (Astralis, Counter-Strike: Global Offensive) ‡ - Eric «adreN» Hoag (Team Liquid, Counter-Strike: Global Offensive) - Nu-ri «Cain» Jang (Team Liquid, League of Legends) - Kim «Kkoma» Jeong-gyun (SK Telecom T1, League of Legends) - Fabian «GrabbZ» Lohmann (G2 Esports, League of Legends) - Titouan «Sockshka» Merloz (OG, Dota 2) |
| Mejor evento de deportes electrónicos | Mejor Anfitrión de Esports |
| - Campeonato Mundial de League of Legends 2019 ‡ - 2019 Overwatch League Grand Finals - EVO 2019 - Fortnite World Cup - IEM Katowice 2019 - The International 2019                      | - Eefje «Sjokz» Depoortere ‡ - Paul «Redeye» Chaloner - Alex «Goldenboy» Mendez - Alex «Machine» Richardson - Duan «Candice» Yu-Shuang |
| Mejor anfitrión de deportes electrónicos | Ciudadanos globales del juego |
| - Michael «Shroud» Grzesiek ‡ - Jack «CouRage» Dunlop - Benjamin «DrLupo» Lupo - David «Grefg» Martínez - Soleil «EwOk» Wheeler                                                         | - Fereshteh Forough, Code to Inspire - Damon Packwood, Gameheads - Luke, Let's Be Well - Vanessa Gill, Social Cipher - Stephen Machuga and Mat Bergendahl, StackUp |

### Juegos con múltiples nominaciones y premios

#### Varias nominaciones
Death Stranding recibió diez nominaciones, la mayor cantidad en la historia del programa hasta la fecha. Otros juegos con múltiples nominaciones fueron Control, con ocho, y Sekiro: Shadows Die Twice, con cinco. Nintendo obtuvo 15 nominaciones en total, más que ningún otro editor, seguida de Sony Interactive Entertainment con 12 y Activision con 10.
| Candidaturas | Juego                                 |
| ------------ | ------------------------------------- |
| 10           | Death Stranding                       |
| 8            | Control                               |
| 5            | Sekiro: Shadows Die Twice             |
| 4            | Apex Legends                          |
| 4            | Disco Elysium                         |
| 4            | The Outer Worlds                      |
| 4            | Resident Evil 2                       |
| 4            | Super Smash Bros. Ultimate            |
| 3            | Call of Duty: Modern Warfare          |
| 3            | Final Fantasy XIV                     |
| 3            | Fortnite                              |
| 3            | Gears 5                               |
| 3            | Gris                                  |
| 3            | Outer Wilds                           |
| 3            | Sayonara Wild Hearts                  |
| 2            | Borderlands 3                         |
| 2            | Destiny 2                             |
| 2            | Devil May Cry 5                       |
| 2            | Fire Emblem: Three Houses             |
| 2            | Kingdom Hearts III                    |
| 2            | The Legend of Zelda: Link's Awakening |
| 2            | Tom Clancy's Rainbow Six: Siege       |
| 2            | Untitled Goose Game                   |

| Candidaturas | Editor                         |
| ------------ | ------------------------------ |
| 15           | Nintendo                       |
| 12           | Sony Interactive Entertainment |
| 10           | Activision                     |
| 8            | 505 Games                      |
| 7            | Capcom                         |
| 7            | Electronic Arts                |
| 6            | Annapurna Interactive          |
| 6            | Square Enix                    |
| 4            | Devolver Digital               |
| 4            | Private Division               |
| 4            | Ubisoft                        |
| 4            | ZA/UM                          |
| 3            | Epic Games                     |
| 3            | Xbox Game Studios              |
| 2            | 2K Games                       |
| 2            | Bungie                         |
| 2            | Codemasters                    |
| 2            | Panic                          |
| 2            | Valve                          |

#### Múltiples premios
Disco Elysium recibió el mayor número de premios, ganando sus cuatro nominaciones, empatando como el juego más premiado en la historia del programa hasta la fecha. Death Stranding obtuvo tres premios, mientras que Fire Emblem: Three Houses y Sekiro: Shadows Die Twice ganaron dos. Activision fue el editor más premiado, con cinco galardones en total, mientras que Nintendo y ZA/UM obtuvieron cuatro.
| Premios | Juego                     |
| ------- | ------------------------- |
| 4       | Disco Elysium             |
| 3       | Death Stranding           |
| 2       | Fire Emblem: Three Houses |
| 2       | Sekiro: Shadows Die Twice |

| Premio | Editor                         |
| ------ | ------------------------------ |
| 5      | Activision                     |
| 4      | Nintendo                       |
| 4      | ZA/UM                          |
| 3      | Sony Interactive Entertainment |

## Presentadores y artistas

### Presentadores
Las siguientes personas, enumeradas por orden de aparición, presentaron premios o trailers. Todos los demás premios y trailers fueron presentados por Goodman en el preshow y por Keighley en el show principal.
| Nombre                  | Papel |
| ----------------------- | --- |
| Lual Mayen              | Presentado el tráiler de Salaam en el preestreno                                                         |
| Jeff Spock              | Presentado el tráiler gameplay de Humankind en el preshow                                                |
| Jonathan Nolan          | Entrega del premio a la mejor narrativa                                                                  |
| Phil Spencer            | Presentado el tráiler de revelación de Xbox Series X y Senua's Saga: Hellblade II                        |
| Stephen Curry           | Entrega del premio al Mejor Jugador de Esports                                                           |
| Keith Lee               | Presentado el tráiler de revelación de Godfall                                                           |
| Steve Gibson            | Presentado el tráiler de revelación de Godfall                                                           |
| Rebecca Ford            | Presentado el tráiler de Warframe: Empyrean                                                              |
| Daniel Ketchum          | Presentado el tráiler de Theros: Beyond Death para Magic: The Gathering Arena                            |
| Ikumi Nakamura          | Entrega del premio a la mejor dirección artística                                                        |
| Donald Mustard          | Presentado un teaser de la colaboración de Fortnite con Star Wars: Episodio IX - El ascenso de Skywalker |
| Joe Madureira           | Presentado el tráiler de revelación de jugabilidad de Ruined King: A League of Legends Story             |
| Norman Reedus           | Entrega del premio al mejor juego de acción                                                              |
| Jeff Hattem             | Presentado el tráiler de revelación de Dungeons & Dragons: Dark Alliance                                 |
| Mirage                  | Presentado el tráiler del evento Holo-Day Bash para Apex Legends                                         |
| Bunsen Honeydew         | Entrega del premio Games for Impact                                                                      |
| Beaker                  | Entrega del premio Games for Impact                                                                      |
| Raphaël Colantonio      | Presentado el tráiler de Weird West                                                                      |
| Julien Roby             | Presentado el tráiler de Weird West                                                                      |
| Ninja                   | Entrega del premio al mejor juego multijugador                                                           |
| Sydnee Goodman          | Entrega del premio al mejor juego continuo                                                               |
| Matias Myllyrinne       | Presentado el tráiler de revelación de Nine to Five                                                      |
| Reggie Fils-Aimé        | Entrega del premio Fresh Indie Game                                                                      |
| Lee Thomas              | Presentado el tráiler de revelación de Convergence: A League of Legends Story                            |
| Alex «Goldenboy» Mendez | Presentado el ganador del televisor Samsung QLED                                                         |
| Ashly Burch             | Entrega del premio a la mejor dirección de juego                                                         |
| Michelle Rodriguez      | Presentado el trailer de Fast & Furious Crossroads y presentado Vin Diesel                               |
| Vin Diesel              | Entrega del premio al Juego del año                                                                      |

### Artistas
Las siguientes personas o grupos interpretaron números musicales.
| Nombre                      | Canción                     | Juego(s)                   |
| --------------------------- | --------------------------- | -------------------------- |
| Chvrches                    | «Death Stranding: Timefall» | Death Stranding            |
| Grimes                      | «4ÆM»                       | Cyberpunk 2077             |
| Orquesta de los Game Awards | «Way of the Ghost»          | Ghost of Tsushima          |
| Orquesta de los Game Awards | Juego del año               | Control                    |
| Orquesta de los Game Awards | Juego del año               | Death Stranding            |
| Orquesta de los Game Awards | Juego del año               | The Outer Worlds           |
| Orquesta de los Game Awards | Juego del año               | Resident Evil 2            |
| Orquesta de los Game Awards | Juego del año               | Sekiro: Shadows Die Twice  |
| Orquesta de los Game Awards | Juego del año               | Super Smash Bros. Ultimate |
| Green Day                   | «Welcome to Paradise»       | Beat Saber                 |
| Green Day                   | «Father of All...»          | Beat Saber                 |

## Audiencia y recepción

### Candidatos
Eric Van Allen de USgamer criticó a los nominados a Juego del año por favorecer a The Outer Worlds en detrimento de juegos como Disco Elysium, Fire Emblem: Three Houses y Outer Wilds; del mismo modo, expresó su sorpresa por el hecho de que Death Stranding recibiera tantas nominaciones. Apreció las nominaciones de juegos indie en la mayoría de las categorías, pero consideró que habían sido injustamente ignorados para Juego del Año. Dalton Cooper de Game Rant nombró a Astral Chain, Devil May Cry 5 y Fire Emblem: Three Houses como los mayores desaires. Jen Glennon de Inverse opinó que Fire Emblem: Three Houses había sido desairado en categorías como Mejor Dirección Artística y Mejor Diseño de Sonido, y consideró inapropiada su nominación a Mejor Juego de Estrategia por tratarse de un juego de rol. Andy Chalk de PC Gamer expresó su confusión ante los nominados de Fresh Indie Game, ya que varios habían creado juegos anteriores a pesar de que la categoría está pensada para desarrolladores noveles.
El récord de diez nominaciones de Death Stranding provocó acusaciones de incorrección y conflicto de intereses debido a la relación de amistad de Keighley con el director del juego, Hideo Kojima, y a su aparición en el juego. Keighley dijo que entendía y apreciaba la preocupación, pero reiteró que no participa en las nominaciones del jurado ni en la selección de los premios, señalando que se distancia intencionadamente debido a su estrecha relación de trabajo con desarrolladores y editores. Además, aunque Kojima forma parte del consejo asesor de los Game Awards, Keighley afirmó que el consejo no tenía influencia directa en las selecciones. Heather Alexandra de Kotaku escribió que la estrecha relación seguiría reflejándose negativamente en la ceremonia, independientemente de la aclaración de Keighley.

### Ceremonia
El espectáculo tuvo una acogida desigual por parte de los medios de comunicación. Jackson Ryan de CNET consideró que el espectáculo «parecía un anuncio gigante», pero alabó algunos de los anuncios, como los de Xbox Series X, Hellblade II y Weird West, así como la actuación de Chvrches. Matt T.M. Kim de IGN también elogió algunas de las revelaciones sorpresa, pero consideró que el programa se centró más en los tráilers que en los premios. Matthew Forde de Pocket Gamer escribió que los juegos para móviles no tienen cabida en The Game Awards —tanto en los anuncios como en los premios— debido a la incompatibilidad con el público; pensó que sería más apropiado hacer una presentación aparte, como el Nintendo Direct. Para PC Gamer Chalk, a la feria le faltaron «grandes revelaciones de juegos» como The Elder Scrolls o Mass Effect. Patrick Klepek de Vice alabó el éxito de Disco Elysium en los premios, y Patricio Kobek de TheGamer sospechaban que daría forma a futuros juegos y esperaban que diera lugar a desarrolladores más experimentales.

### Audiencia
Los Game Awards 2019 han sido la ceremonia más vista hasta la fecha, una hazaña que sorprendió a Keighley, ya que sospechaba que el espectáculo había tocado techo en 2018. Se utilizaron más de 45,2 millones de streams para ver el espectáculo, un aumento del 73 % respecto a los 26,2 millones de la ceremonia de 2018. En su punto álgido, el espectáculo tuvo más de 7,5 millones de espectadores simultáneos, incluidos más de 2 millones en Twitch y YouTube. La audiencia del programa aumentó en China, lo que Keighley atribuyó en parte a los anuncios de League of Legends. El aumento de espectadores reafirmó a Keighley en que un programa digital era más eficaz que una emisión televisiva. Atribuyó en parte el aumento de espectadores a «un incremento general de las retransmisiones en directo», pero consideró difícil citar un factor específico.